# Red Bay (Alabama)
Pour les articles homonymes, voir Red Bay.
Red Bay est une ville américaine située dans le comté de Franklin en Alabama.
Selon le recensement de 2010, Red Bay compte 3 158 habitants. La municipalité s'étend sur 9,84 milles carrés (25,49 km2), dont 9,74 milles carrés (25,23 km2) de terres.

## Démographie
| 1910 | 1920 | 1930  | 1940  | 1950  | 1960  |
| ---- | ---- | ----- | ----- | ----- | ----- |
| 472  | 753  | 1 297 | 1 560 | 1 805 | 1 954 |

| 1970  | 1980  | 1990  | 2000  | 2010  | - |
| ----- | ----- | ----- | ----- | ----- | - |
| 2 464 | 3 232 | 3 451 | 3 374 | 3 158 | - |